# Sheep (mixtape)
Sheep è il secondo mixtape della musicista venezuelana Arca, pubblicato il 13 gennaio 2015 per il download gratuito. Il mix si configura in sequenza come una traccia singola, ma contiene undici canzoni. È stato suonato per la prima volta da Arca alla sfilata di Hood by Hair al Pitti Uomo 87 a Firenze, in Italia.

## Antefatti e realizzazione
Sheep è stato pubblicato poche settimane dopo che il remix della canzone di Shakira Hips Don't Lie, realizzato da Arca per Dazed, era stato piazzato al terzo posto nella Dazed 100, una classifica delle cento persone più influenti sulla cultura giovanile. La stessa settimana della pubblicazione del mix, è stato annunciato che Arca stesse co-producendo l'album di Björk Vulnicura. Il mix è stato realizzato per la sfilata di moda di Hood by Hair al Pitti Uomo 87 di Firenze nel 2015; Arca ha condiviso il mix su SoundCloud solo dopo averlo suonato all'evento.
In un primo comunicato stampa, la traccia Sifter era intitolata Faggot. Analogamente, il download di Sheep rivelava che il file fosse intitolato Pity the Homo. Arca ha confermato su Twitter che si trattava dei titoli ancora in lavorazione, e di averli cambiati lei stessa per renderli «più arguti». Alcuni brani di Sheep sono stati successivamente inclusi nel secondo album in studio di Arca, Mutant, pubblicato nello stesso anno.

## Ricezione critica
| Recensione     | Giudizio |
| -------------- | -------- |
| Tiny Mix Tapes |          |
| Sputnikmusic   | 3.5/5    |

Sheep è stato incluso fra le "Migliori Nuove Tracce" di Pitchfork, con il riconoscimento ad Arca di «dettare ancora una volta le tendenze».
Tiny Mix Tapes ha scritto sul mixtape:
Sputnikmusic ha invece così parlato dell'opera:
Consequence ha poi sostenuto che «il mix percorre una gamma sonora ed emotiva, dai momenti di martellante aggressività e stordimento galattico alla sensualità pulsante e persino alla meditazione da inno». Dummy Mag ha infine elogiato il mix, in quanto esso «costruisce e si distende in ondate di suoni terrificanti e angelici».

## Tracce
Musiche di Alejandra Ghersi.
1. Matriarch – 0:44
2. Pity – 2:26
3. Drowning – 2:31
4. En – 1:10
5. Sifter – 0:38
6. Submissive – 1:30
7. Umbilical – 1:38
8. Hymn – 1:36
9. Don't / Else – 1:07
10. At Last I am Free (interlude) – 0:37
11. Immortal – 3:01

Crediti per i campionamenti
- Sifter contiene campionamenti di Yayo Ha /W Lana Del Rey di Beek;
- At Last I am Free (interlude) contiene campionamenti di At Last I Am Free di Robert Wyatt;
- Immortal contiene campionamenti di Enjoy di Björk.

## Formazione
- Arca – produzione
- Matt Colton – mastering
- Jesse Kanda – copertina